# الغواصة الألمانية يو-989
غواصة يو-989 غواصة يو بوت ألمانية من غواصة الفئة السابعة سي بنيت لسلاح بحرية ألمانيا النازية كريغسمارينه، في أحواض بلوم+فوس خلال الحرب العالمية الثانية.